# Jacques Velu

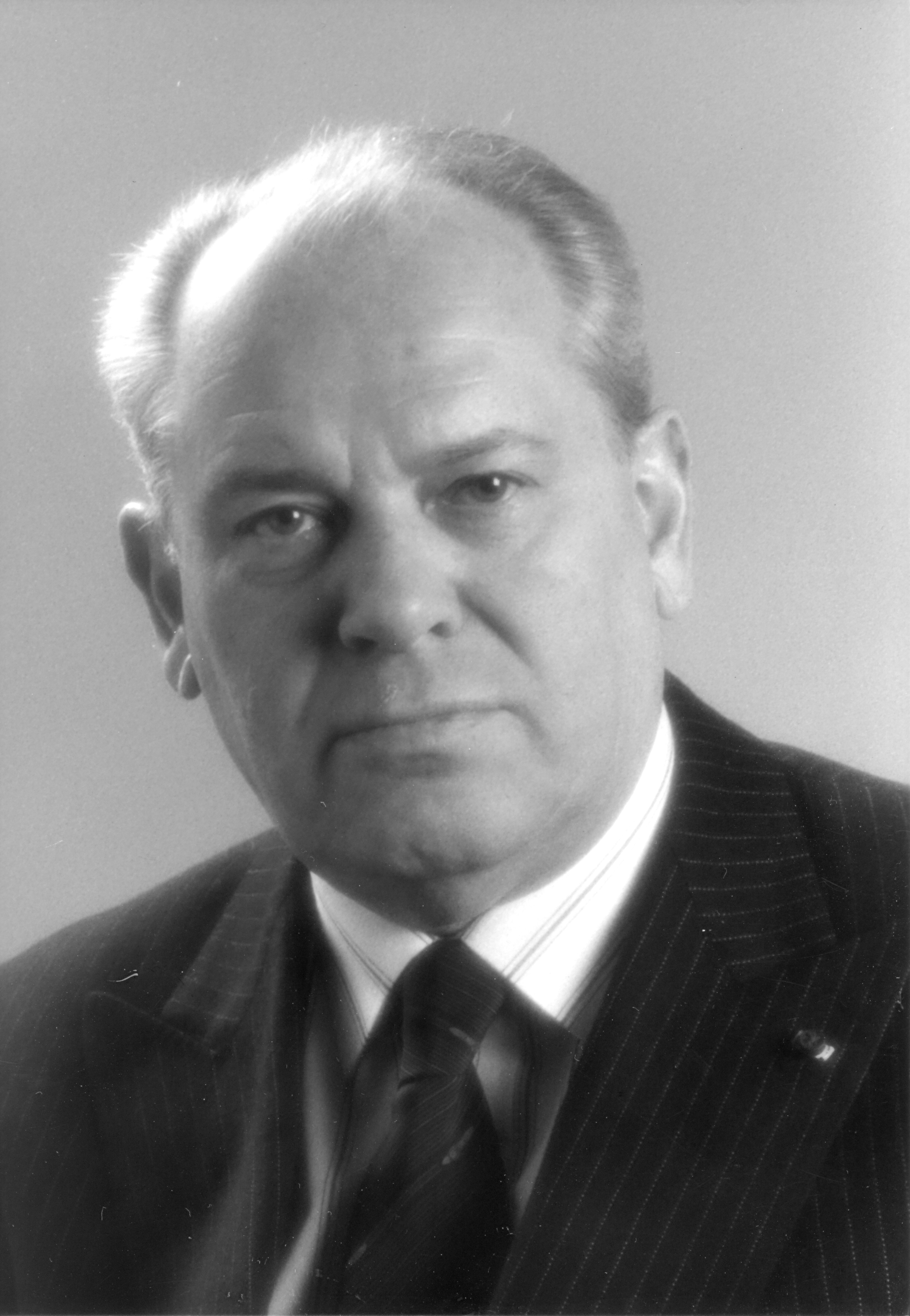
Jacques Velu

Jacques baron Velu (Haine-Saint-Pierre, 18 september 1926 - Ukkel, 3 juni 2008) was een Belgisch magistraat, rechtsgeleerde en hoogleraar aan de Université libre de Bruxelles.

## Biografie
Jacques Velu behaalde in 1949 aan de Université libre de Bruxelles de diploma's van doctor in de rechten en licentiaat in de economische en financiële wetenschappen. Na zijn studies was hij gedurende drie jaar advocaat aan de balie bij Henri Rolin. In 1952 trad hij toe tot de magistratuur. Hij werd achtereenvolgens:
- 1952: substituut-procureur des Konings in Brussel,
- 1964: procureur des Konings in Brussel,
- 1973: advocaat-generaal bij het Hof van Cassatie,
- 1989: eerste advocaat-generaal bij het Hof van Cassatie,
- 1993: procureur-generaal bij het Hof van Cassatie.

In 1996 ging hij met emeritaat.
Bovendien was Velu van 1960 tot 1964 gedetacheerd bij de Raad van Europa, waar hij de functies directeur van het directoraat Mensenrechten en hoofd van de afdeling Strafrechtelijke Vraagstukken bekleedde.
Hij was tevens hoogleraar aan de Université libre de Bruxelles. Zijn academische carrière begon in 1955 als assistent publiekrecht en administratief recht. In 1965 werd Velu docent aan de rechtenfaculteit en aan het Institut d'études européennes. In 1971 werd hij gepromoveerd tot buitengewoon hoogleraar en in 1976 tot gewoon hoogleraar. Zijn werk richtte zich vooral op het recht op eerbiediging van het privéleven, publiekrecht, verdragsrecht, mensenrechten en Europees recht. In 1991 ging hij met emeritaat.

## Eerbetoon en onderscheidingen
In 1995 werd Velu opgenomen in de erfelijke adel met de persoonlijke titel baron.
In 1997 werd hij corresponderend lid en in 2002 lid van de Académie royale des sciences, des lettres et des beaux-arts de Belgique.

## Publicaties (selectie)
- La dissolution du Parlement. Étude sur les conditions de légalité constitutionnelle que doit remplir l'acte de dissolution, Brussel, Bruylant, 1966.
- Le droit au respect de la vie privée. Conférences données à la Faculté de droit de Namur, Chaire René Cassin, Namen, Presses universitaires de Namur, 1974.
- Les effets directs des instruments internationaux en matière de droits de l'homme, Brussel, Swinnen, 1981. (met Michel Leroy en Philippe Quertainmont)
- La Convention européenne des droits de l'homme, Brussel, Bruylant, 1990. (met Rusen Ergec)
- Présence du droit public et des droits de l'homme. Mélanges offerts à Jacques Velu, vol. 1-3, Brussel, Bruylant, 1992.
- Considérations sur les rapports entre les enquêtes parlementaires et les droits de l'homme, Brussel, Académie royale de Belgique, 1999.
- Les rois de Rome. Tradition et histoire, Brussel, Académie royale de Belgique, 2000.

Hij is de auteur van een honderdtal boeken en studies over publiekrechtelijke onderwerpen, de bescherming van mensenrechten, Europees recht, strafrecht en strafprocesrecht en verschillende andere onderwerpen.